# 紅赤
紅赤（べにあか）は、サツマイモの品種の一つ。俗称「金時」とも呼ばれるが、徳島県の鳴門金時や石川県の五郎島金時とは異種である。

## 発見

旧三富新田地域の鎮守 神明社の境内には 「甘諸乃神（いものかみ）」として川越いもが祀られている。

1898年（明治31年）、埼玉県木崎村（後の浦和市、現さいたま市浦和区）の主婦山田いちが、大宮台地の「八つ房」種のサツマイモを栽培していた自らの畑で偶然発見したサツマイモの突然変異種である。食味が良かったことから一年試作してイモを増やし、それを市場に出荷したところ高値で取引され評判になった。当初は「いちのイモ」と称されていたが、甥の吉岡三喜蔵が「紅赤」と命名した。山田家の家業は畳屋で兼業農家であったことから、いも苗の頒布には限界があり、その普及には三喜蔵が大きく貢献した。
1931年（昭和6年）、山田いちは農業功労者に贈られる「富民賞」を受賞した。
山田いちと吉岡三喜蔵の菩提寺の廓信寺の門前には、紅赤発見100周年にあたる1998年（平成10年）に「紅赤の発祥地」の功績案内板が建立された。

## 特徴
食味は甘みが強いわけではなく栗のような風味の良さがあり、粉雪のような粉質の舌触りと評される。
「富の川越いも」（商標登録）として高級ブランド野菜にもなっている。
調理上の特性では紅赤は火の通りが早く「いも天ぷら」などに向いている。また、100年以上続く紅赤を使った加工品に伝統菓子の「いもせんべい」がある。

## 栽培史
日本でサツマイモが栽培されたのは江戸時代からで、関東地方では享保の大飢饉以降に盛んになり、長きに渡って飢饉の際の食物、主食の代用物とみなされてきた。しかし川越藩主・松平直恒が将軍徳川家治に川越地方でとれたサツマイモを献上したところ「川越いも」の名を賜り、寛政年間に「つぼ焼き」の焼芋屋が繁盛し「栗よりうまい十三里（または「十三里半」とも）」として「川越いも」の名が広まった。その川越地方では、いち早く紅赤をとり入れ、「川越いも」の知名度から「川越いも」といえばこの紅赤（昔ながらの金時）を指すようになった。
昭和初期には埼玉だけでなく、千葉、神奈川、東京、茨城などで積極的に栽培され、「西日本の源氏に対して、東日本の紅赤」と呼ばれる二大品種の一つであった。
その後、太平洋戦争の戦中から戦後にかけて他の品種に押されて生産量が激減していったが、その一方で川越地方では「川越いもと言えば紅赤」「紅赤は川越いもの代名詞」と言われ続けたという。1994年（平成4年）には紅赤栽培の生産保存などを目的として三芳町川越いも振興会が設立された。また「紅赤発見100年事業」など定期的に川越いも友の会と川越サツマイモ商品振興会が主導して記念事業が実施されている。

## 文献
- 中馬克己『日本甘藷栽培史』高城書房 2002年